# Шефтель, Фелиция Исааковна
Фелиция Исааковна Шефтель (в замужестве Беляевская; 1860, Житомир — неизвестно) — русская революционерка, член «Земли и воли».

## Биография
Фелиция (Фейга) Шефтель родилась в 1860 году в купеческой семье в Житомире Волынской губернии. Родители — купец Исаак Лейзорович Шефтель и его жена Бася Шефтель. Еврейка. Была одной из двух дочерей в семье. Брат — присяжный поверенный Моисей Исаакович Шефтель.
Училась в Житомирской гимназии. В 1875 году ушла из гимназии, не окончив курса. Будучи гимназисткой, принимала участие в 1875 году в житомирском революционном кружке, организованном М. Вольфзоном.
Проживая в июне 1876 года в Киеве, была допрошена в качестве свидетельницы по делу о покушении на убийство Николая Гориновича, в виду знакомства с Л. Майданским.
Затем Фелиция приехала в Санкт-Петербург, где держала экзамен при 6-й гимназии — но не окончила экзамена по случаю ареста 6 (18) декабря 1876 года на Казанской площади во время демонстрации, где она подняла красное знамя с надписью «Земля и Воля» (это был первый митинг в России, над которым реяло красное знамя). Предана суду особого присутствия Правительствующего сената по делу о Казанской демонстрации, признана 23 января (4 февраля)  1877 года — 25 января (6 февраля)  1877 года «виновной в дерзостном порицании установленного государственными законами образа правлении» и одной из главных виновниц сопротивления полицейским властям. Приговорена к лишению всех прав и к ссылке на каторжные работы на 6 лет и 8 месяцев причем суд ходатайствовал о замене назначенного наказания — лишением всех особых прав и преимуществ и ссылкой на житье в Тобольскую губернию; ходатайство суда было удовлетворено по Высочайшему повелению 19 (31) мая 1877 года. Жила под надзором полиции в Березове.
В марте 1881 года, вследствие болезненного состояния, была переведена в Курган (Тобольская губерния), откуда вместе с Александром Беляевским (позже они стали супругами) бежала 21 июля (2 августа)  1882 года за границу.
Жила в Цюрихе, где примкнула к народовольческой группе, а позднее — к кружку лиц, оказывавших содействие группе «Освобождение труда». Встретив ее там, революционер-народник Л. Дейч ужаснулся: перед ним стояла увядшая и разбитая женщина в состоянии глубокой депрессии. Фелиции было тогда 24 года.
Затем переехала в Румынию; жила с мужем, жившим под фамилией Булыгина, до июля 1891 года в Кюстенджи, потом — около Ясс. В марте 1895 года переехала в Бакэу, где её муж получил место начальника депо железной дороги.
Позже она с мужем и детьми переселилась в Болгарию.
Точное место и дата смерти неизвестны.